# Dimorphopatrobus
Dimorphopatrobus is een geslacht van kevers uit de familie van de loopkevers (Carabidae). De wetenschappelijke naam van het geslacht is voor het eerst geldig gepubliceerd in 1994 door Casale & Sciaky.

## Soorten
Het geslacht Dimorphopatrobus is monotypisch en omvat slechts de volgende soort:
- Dimorphopatrobus ludmilae Casale et Sciaky, 1994